# Spårlöst försvunnen
Spårlöst försvunnen (engelska: The Vanishing) är en amerikansk thriller från 1993 i regi av George Sluizer med Kiefer Sutherland och Jeff Bridges i huvudrollerna. Filmen hade Sverigepremiär den 16 juli 1993.

## Handling
Jeff och Diane är djupt förälskade i varandra. På en bilfärd stannar de vid en bensinstation längs motorvägen och då försvinner Diane spårlöst. I tre år letar Jeff efter henne. Hans besatthet leder till problem mellan honom och hans nya fästmö Rita. Men så får han ett brev från Barney som lovar att berätta allt som hände.

## Om filmen
Filmen är en nyinspelning av den nederländska filmen Spoorloos av samme regissör, som i sin tur är baserad på romanen "De försvunna" av Tim Krabbé.
I denna version har man dock gjort ett lyckligt slut.

## Rollista
- Jeff Bridges - Barney Cousins
- Kiefer Sutherland - Jeff Harriman
- Nancy Travis - Rita Baker
- Sandra Bullock - Diane Shaver
- Park Overall - Lynn
- Maggie Linderman - Denise Cousins
- Lisa Eichhorn - Helene Cousins
- George Hearn - Arthur Bernard
- Lynn Hamilton - Miss Carmichael